# کوهبنان
 شهر کوهبَنان مرکز شهرستان کوهبنان،  شمالی‌ترین نقطه استان کرمان است. فاصله این شهر تا کرمان ١٧٨ کیلومتر است. در سرشماری سال ١٣٩۵ خورشیدی، ۱۰٬۷۶۱  نفر جمعیت داشته است.

## نام‌گذاری
واژه کوهبنان از واژه کوهبانان می‌آید. چون بلندترین نقطه مرزی کرمان، کوهبنان است، در زمان قدیم افرادی از طرف حاکمان مأمور می‌شدند در بالای کوه مستقر شده و دیده‌بانی انجام دهند. آن گروه را کوهبانان می‌نامیدند و محلی که آن‌ها در آن به کوهبانی می‌پرداختند را کوهبنان نام‌گذاری کردند.
واژه کوهبنان در کتب مختلف به صورت گوناگون آمده‌است از جمله: کوبنان، کوبونان، کهبنان، کبینان و کهنبان.
برخی دیگر بنان را به معنای پسته کوهی دانسته و معنی کوهبنان را کوه پسته می‌دانند که این احتمال موّجه است زیرا در گویش محلی این منطقه واژه بنه به معنی پسته کوهی است.
دلیل دیگر به وجود کوهبانان بر اطراف شهر است که کوهبنان نام‌گذاری شده و یا وجود گیاه بنه روی کوه‌های آن است که به کوه بنه معروف بوده که بعدها به کوهبنان تغییر پیدا می‌کند. که دور تا دور شهر کوه پوشش داده است.

## آب و هوا و اقلیم
آب و هوای شهر کوهبنان به دلیل ارتفاع زیاد از سطح دریا، معتدل خشک است و تابستان های خنک و زمستان های سردی دارد. ارتفاع این شهر از سطح دریا ۲۰۹۰ متر است.

## پیشینه
کوهبنان عمری طویل، بیش از قدمت تاریخ کرمان دارد، به‌گونه‌ای که باستان‌ شناسی، به نام ارهوکریده در شرق کوهبنان نزدیکی‌های تخت امیر، مجموعه‌ای از ابزار و آلات اواخر دوران میان سنگی و دوران نوسنگی کشف کرده است.
مارکوپولو در سفرنامه خود از کوهبنان به عنوان شهری بزرگ و آباد یاد کرده است. مقدسی گوید قلعه‌ای دارد در نزدیک مرز. وی در وصف کوهبنان گوید شهرچه است دارای دو دروازه و حومه‌ای مشتمل بر حمام‌ها و کاروان‌سراها، و مسجد شهر جلو دروازه است و باغستانی وسیع که تا دامنه کوه مجاور شهر امتداد دارد شهر را در برگرفته است. یاقوت در قرن هفتم گویند توتیای کوهبنان معروف است و به تمام ممالک صادر می‌گردد. حمدالله مستوفی در قرن بعد از کوهبنان اسم برده است و هم‌زمان او مارکوپولو آن را شهر کبی‌نان (Cobinan) خوانده است. این جهانگرد ونیزی به‌دقت از توتیایی که در آن شهر ساخته می‌شد سخن رانده گوید چیزی است که برای چشم سودمند است. در قرن چهارم این دارو از صادرات قابل‌توجه استان کرمان بود.
کوهبنان در گذشته مرز میان محدودهٔ کرمان و یزد بوده، حاکمان این دو منطقه همواره بر سر آن نزاع داشته‌اند.

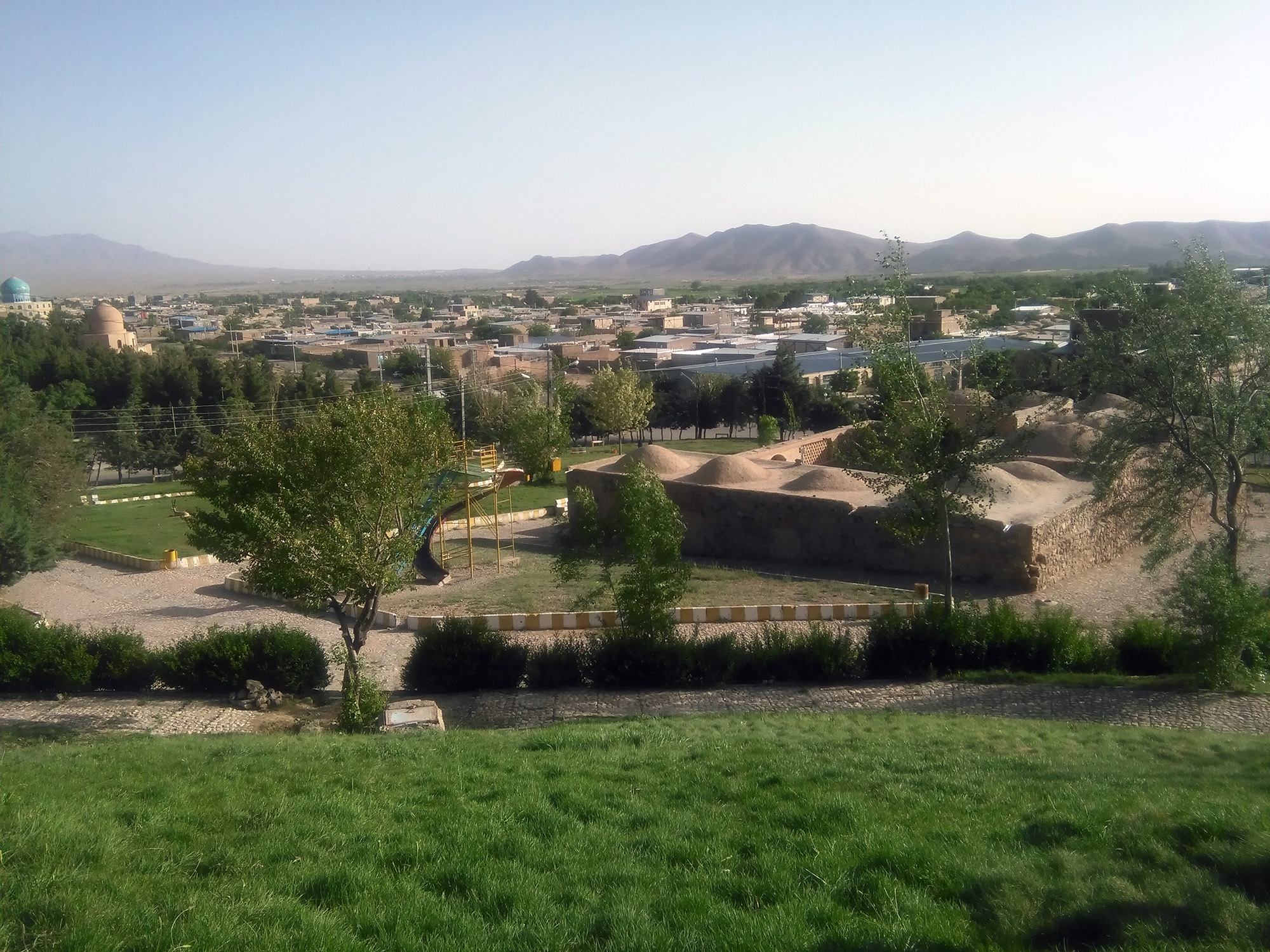
نمایی از بخشی از شهر کوهبنان

## آثار تاریخی

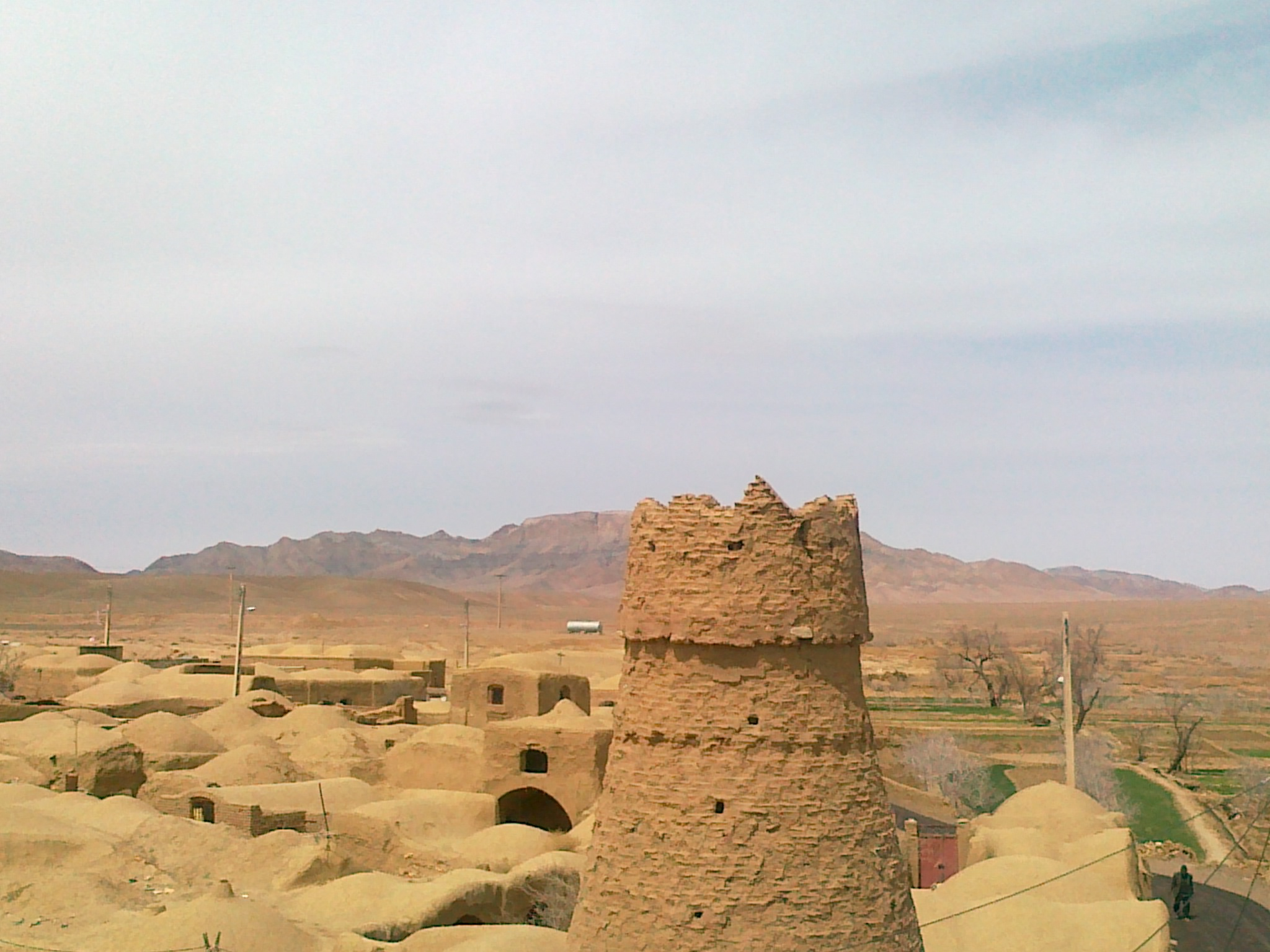
برج تاریخی رتک مربوط به دوره صفویه

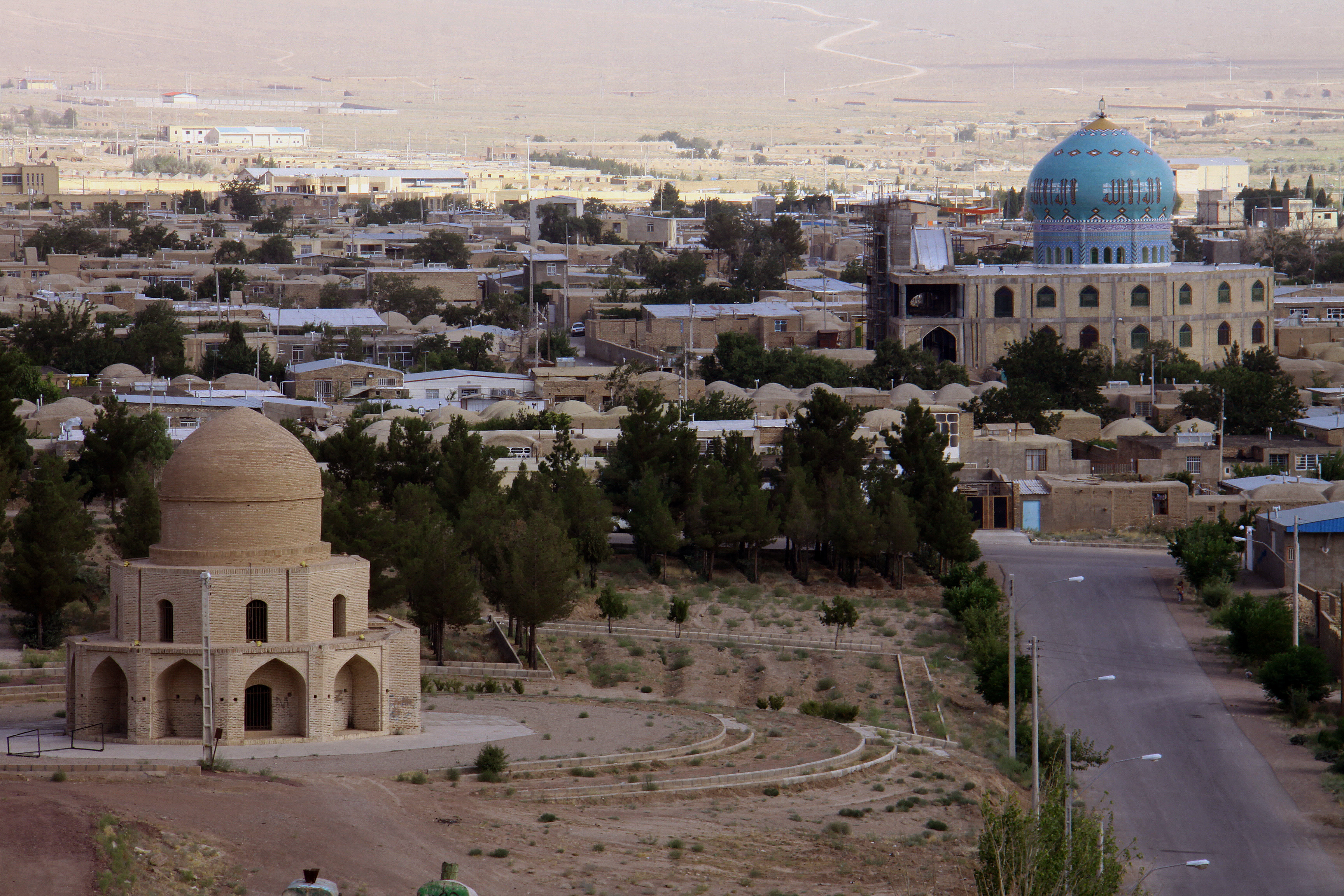
مسجد جامع و مقبره تاریخی آخوند کوهبنان

- خانقاه شیخ ابوسعید: خانقاهی قدیمی است که تحقیقات نشان داده‌است قبل از زمان شاه نعمت‌الله ولی هم بوده‌است. عوام آن را مدرسه و آرامگاه شیخ ابوسعید می‌دانند که به علت کم توجهی مخروبه گشته‌است.
- تخت امیر (تخت لطیفی) در دامنه کوهی نزدیک کوهبنان تخت صافی از سنگ و گچ ساخته شده و گویا متعلق به زمان شاه نعمت‌الله ولی است و نشست‌های صوفیان بر بالای آن انجام می‌شده‌است. در بالای آن اتاقک کوچکی قرار دارد که می‌گویند پس از آن که صوفیان گرد می‌آمده‌اند شاه نعمت‌الله از آن بیرون می‌آمده و در جلسه شرکت می‌کرده‌است.
- قلعه دختر: مشرف بر شهر در بالای تخت امیر قلعه‌ای است که از برج‌های آن تنها یکی بر جای مانده‌است.
- آرامگاه محمد شهید کوهبنانی (گنبد آخوند): محمد شهید کوهبنانی معروف به هدایتعلی شاه در کوهبنان متولد شد و تحصیلات تکمیلی خود را در کرمان انجام داد. وی نزد مولانا عبدالصمد همدانی و حسینعلی‌شاه کسب فیض کرد و سرانجام در راه مشهد بوسیله تعدادی بلوچ کشته شد مزار وی در کوهبنان به گنبد آخوند مشهور است. آرامگاه او یک بار به وسیله اداره کل فرهنگ وهنر استان مرمت شد.[نیازمند منبع]
- قلعه رتک مربوط به دوره صفوی است و در شهرستان کوهبنان، بخش مرکزی، دهستان خرمدشت، روستای تاریخی رتک واقع شده. این اثر در تاریخ ۷ اسفند ۱۳۸۶ با شمارهٔ ثبت ۲۱۴۹۷ به‌عنوان یکی از آثار ملی ایران به ثبت رسیده‌است.[۶]
- برج رتک مربوط به سده‌های ۱۰ تا ۱۳ - دوره صفوی است و در شهرستان کوهبنان، بخش مرکزی، دهستان خرمدشت، روستای تاریخی رتک واقع شده و این اثر در تاریخ ۱۸ اسفند ۱۳۸۷ با شمارهٔ ثبت ۲۵۳۰۲ به‌عنوان یکی از آثار ملی ایران به ثبت رسیده‌است.[۶]

## مشاهیر و شخصیت ها
فهرست مشاهیر و نام آوران شهر کوهبنان در بخش اهالی کوهبنان قابل مشاهده است.

## پارک ها و بوستان های شهری
- بوستان خواجه خضر
- پارک برهان الدین
- شهرک امام رضا (بوستان مدافعان حرم)
- پارک شهرداری
- بوستان مادر (بلوار آزادی)
- پارک بانوان (میدان انقلاب)
- بوستان افزاد
- بوستان اسیاب
- پارک تازی‌ها

## دانشگاه‌ها و مراکز آموزش عالی
- دانشگاه آزاد اسلامی کوهبنان
- دانشگاه پیام نور کوهبنان